# Agkeynak
Agkeynak är en ort i Azerbajdzjan.   Den ligger i distriktet Qazach, i den västra delen av landet, 400 kilometer väster om huvudstaden Baku. Agkeynak ligger 405 meter över havet och antalet invånare är 3 272.
Terrängen runt Agkeynak är platt åt nordväst, men åt sydost är den kuperad. Närmaste större samhälle är Qazax, 2,3 kilometer nordost om Agkeynak.
Trakten runt Agkeynak består till största delen av jordbruksmark. Runt Agkeynak är det ganska tätbefolkat, med 72 invånare per kvadratkilometer.